# Lista de herdeiros do trono português
Esta é uma lista de indivíduos que foram, em dado período de tempo, considerados os herdeiros do trono do Reino de Portugal (1139–1910), em caso de abdicação ou morte do monarca incumbente. Os herdeiros (presuntivos ou aparentes) que, de fato, sucederam ao monarca português são representados em negrito.
A lista inclui nobres a partir de 1139, quando o país se tornou um reino independente soberano governado pela Casa de Borgonha. Durante os primeiros séculos da história da monarquia portuguesa, o reino não possuía uma lei sucessória definitiva, permitindo que tanto herdeiros do sexo masculino ou feminino assumissem o trono na eventualidade da morte do antecessor. A partir de 1640, com a ascensão de João IV, o trono português foi restaurado e passou a seguir uma linha sucessória dentro dos nobres da Casa de Bragança que perdurou até o século XX. Entre 1808 e 1822, os herdeiros do trono português foram concomitantemente os herdeiros ao trono brasileiro, condição que se manteve até pelo menos o segundo reinado de Maria II (1837).

## Herdeiros ao trono português
| Monarca                  | Herdeiro                                                | Condição             | Relação com o monarca | Período                 | Período                 |
| Dinastia de Borgonha     | Dinastia de Borgonha                                    | Dinastia de Borgonha | Dinastia de Borgonha  | Dinastia de Borgonha    | Dinastia de Borgonha    |
| ------------------------ | ------------------------------------------------------- | -------------------- | --------------------- | ----------------------- | ----------------------- |
| Afonso Henriques         | Henrique, Infante de Portugal                           | Herdeiro aparente    | Filho                 | 17 de fevereiro de 1147 | 7 de outubro de 1155    |
| Afonso Henriques         | Sancho, Infante de Portugal                             | Herdeiro aparente    | Filho                 | 7 de outubro de 1155    | 6 de dezembro de 1185   |
| Sancho I                 | Afonso, Infante de Portugal                             | Herdeiro aparente    | Filho                 | 6 de dezembro de 1185   | 26 de março de 1211     |
| Afonso II                | Sancho, Infante de Portugal                             | Herdeiro aparente    | Filho                 | 26 de março de 1211     | 26 de março de 1223     |
| Sancho II                | Afonso, Infante de Portugal                             | Herdeiro presuntivo  | Irmão                 | 26 de março de 1223     | 4 de janeiro de 1248    |
| Afonso III               | Pedro, Senhor das Baleares                              | Herdeiro presuntivo  | Tio                   | 4 de janeiro de 1248    | 2 de junho de 1258      |
| Afonso III               | Sofia, Rainha da Suécia                                 | Herdeira presuntiva  | Prima em 2º grau      | 2 de junho de 1258      | 25 de fevereiro de 1259 |
| Afonso III               | Branca, Infanta de Portugal                             | Herdeira presuntiva  | Filha                 | 25 de fevereiro de 1259 | 9 de outubro de 1261    |
| Afonso III               | Dinis, Infante de Portugal                              | Herdeiro aparente    | Filho                 | 9 de outubro de 1261    | 16 de fevereiro de 1279 |
| Dinis I                  | Afonso, Senhor de Portalegre                            | Herdeiro presuntivo  | Irmão                 | 16 de fevereiro de 1279 | 3 de janeiro de 1290    |
| Dinis I                  | Constança, Infanta de Portugal                          | Herdeira presuntiva  | Filha                 | 3 de janeiro de 1290    | 8 de fevereiro de 1291  |
| Dinis I                  | Afonso, Infante de Portugal                             | Herdeiro aparente    | Filho                 | 8 de fevereiro de 1291  | 7 de janeiro de 1325    |
| Afonso IV                | Pedro, Infante de Portugal                              | Herdeiro aparente    | Filho                 | 7 de janeiro de 1325    | 28 de maio de 1357      |
| Pedro I                  | Fernando, Infante de Portugal                           | Herdeiro aparente    | Filho                 | 28 de maio de 1357      | 18 de janeiro de 1367   |
| Fernando I               | Maria, Infanta de Portugal                              | Herdeira presuntiva  | Irmã                  | 18 de janeiro de 1367   | Fevereiro de 1373       |
| Fernando I               | Beatriz, Infanta de Portugal                            | Herdeira presuntiva  | Filha                 | Fevereiro de 1373       | 19 de julho de 1382     |
| Fernando I               | Afonso, Infante de Portugal                             | Herdeiro aparente    | Filho                 | 19 de julho de 1382     | 23 de julho de 1382     |
| Fernando I               | Beatriz, Infanta de Portugal                            | Herdeira presuntiva  | Filha                 | 23 de julho de 1382     | 1383                    |
| Fernando I               | Pedro, Infante de Portugal                              | Herdeiro aparente    | Filho                 | 1383                    | 1383                    |
| Fernando I               | Beatriz, Rainha de Castela                              | Herdeira presuntiva  | Filha                 | 1383                    | 22 de outubro de 1383   |
| Dinastia de Avis         |                                                         |                      |                       |                         |                         |
| João I                   | Beatriz, Rainha de Castela                              | Herdeira presuntiva  | Sobrinha              | 6 de abril de 1385      | 13 de julho de 1388     |
| João I                   | Branca, Infanta de Portugal                             | Herdeira presuntiva  | Filha                 | 13 de julho de 1388     | 6 de março de 1389      |
| João I                   | Beatriz, Rainha de Castela                              | Herdeira presuntiva  | Sobrinha              | 6 de março de 1389      | 30 de julho de 1390     |
| João I                   | Afonso, Infante de Portugal                             | Herdeiro aparente    | Filho                 | 30 de julho de 1390     | 22 de dezembro de 1400  |
| João I                   | Duarte, Infante de Portugal                             | Herdeiro aparente    | Filho                 | 22 de dezembro de 1400  | 14 de agosto de 1433    |
| Duarte I                 | Afonso, Príncipe Herdeiro                               | Herdeiro aparente    | Filho                 | 14 de agosto de 1433    | 13 de setembro de 1438  |
| Afonso V                 | Fernando, Duque de Viseu                                | Herdeiro presuntivo  | Irmão                 | 13 de setembro de 1438  | 29 de janeiro de 1451   |
| Afonso V                 | João, Príncipe Herdeiro                                 | Herdeiro aparente    | Filho                 | 29 de janeiro de 1451   | 1451                    |
| Afonso V                 | Fernando, Duque de Viseu                                | Herdeiro presuntivo  | Irmão                 | 1451                    | 6 de fevereiro de 1452  |
| Afonso V                 | Joana, Princesa de Portugal                             | Herdeira presuntiva  | Filha                 | 6 de fevereiro de 1452  | 3 de maio de 1455       |
| Afonso V                 | João, Príncipe Herdeiro                                 | Herdeiro aparente    | Filho                 | 3 de maio de 1455       | 24 de agosto de 1481    |
| João II                  | Afonso, Príncipe Herdeiro                               | Herdeiro aparente    | Filho                 | 24 de agosto de 1481    | 13 de julho de 1491     |
| João II                  | Manuel, Duque de Viseu                                  | Herdeiro presuntivo  | Primo                 | 13 de julho de 1491     | 25 de outubro de 1495   |
| Manuel I                 | Leonor, Rainha de Portugal                              | Herdeira presuntiva  | Irmã                  | 25 de outubro de 1495   | 1498                    |
| Manuel I                 | Jaime, Duque de Bragança                                | Herdeiro aparente    | Sobrinho              | 1498                    | 23 de agosto de 1498    |
| Manuel I                 | Miguel da Paz, Príncipe de Portugal e das Astúrias      | Herdeiro aparente    | Filho                 | 23 de agosto de 1498    | 19 de julho de 1500     |
| Manuel I                 | Leonor, Rainha de Portugal                              | Herdeira presuntiva  | Irmã                  | 19 de julho de 1500     | 7 de junho de 1502      |
| Manuel I                 | João, Príncipe Herdeiro                                 | Herdeiro aparente    | Filho                 | 7 de junho de 1502      | 13 de dezembro de 1521  |
| João III                 | Luís, Duque de Beja                                     | Herdeiro presuntivo  | Irmão                 | 13 de dezembro de 1521  | 24 de fevereiro de 1526 |
| João III                 | Afonso, Príncipe Herdeiro                               | Herdeiro aparente    | Filho                 | 24 de fevereiro de 1526 | 12 de abril de 1526     |
| João III                 | Luís, Duque de Beja                                     | Herdeiro presuntivo  | Irmão                 | 12 de abril de 1526     | 15 de outubro de 1527   |
| João III                 | Maria Manuela, Princesa Herdeira                        | Herdeira presuntiva  | Filha                 | 15 de outubro de 1527   | 1 de novembro de 1531   |
| João III                 | Manuel, Príncipe Herdeiro                               | Herdeiro aparente    | Filho                 | 1 de novembro de 1531   | 14 de abril de 1537     |
| João III                 | Filipe, Príncipe Herdeiro                               | Herdeiro aparente    | Filho                 | 14 de abril de 1537     | 29 de abril de 1539     |
| João III                 | João Manuel, Príncipe Herdeiro                          | Herdeiro aparente    | Filho                 | 29 de abril de 1539     | 2 de janeiro de 1554    |
| João III                 | Carlos, Príncipe das Astúrias                           | Herdeiro presuntivo  | Neto                  | 2 de janeiro de 1554    | 20 de janeiro de 1554   |
| João III                 | Sebastião, Príncipe Herdeiro                            | Herdeiro aparente    | Neto                  | 20 de janeiro de 1554   | 11 de junho de 1557     |
| Sebastião I              | Carlos, Príncipe das Astúrias                           | Herdeiro presuntivo  | Primo                 | 11 de junho de 1557     | 24 de julho de 1568     |
| Sebastião I              | Henrique, Cardeal de Portugal                           | Herdeiro presuntivo  | Tio-avô               | 24 de julho de 1568     | 4 de agosto de 1578     |
| Henrique I               | António, Prior do Crato                                 | Herdeiro presuntivo  | Sobrinho              | 4 de agosto de 1578     | 31 de janeiro de 1580   |
| António I                | Manuel, Príncipe Herdeiro                               | Herdeiro aparente    | Filho                 | 24 de julho de 1580     | 25 de agosto de 1580    |
| Dinastia Filipina        |                                                         |                      |                       |                         |                         |
| Filipe I                 | Diego, Príncipe das Astúrias                            | Herdeiro aparente    | Filho                 | 17 de maio de 1581      | 21 de novembro de 1582  |
| Filipe I                 | Filipe, Príncipe das Astúrias                           | Herdeiro aparente    | Filho                 | 21 de novembro de 1582  | 13 de setembro de 1598  |
| Filipe II                | Isabel Clara Eugénia, Infanta de Espanha e Portugal     | Herdeira presuntiva  | Irmã                  | 13 de setembro de 1598  | 22 de setembro de 1601  |
| Filipe II                | Ana, Infanta de Espanha e Portugal                      | Herdeira presuntiva  | Filha                 | 22 de setembro de 1601  | 8 de abril de 1605      |
| Filipe II                | Filipe, Príncipe das Astúrias                           | Herdeiro aparente    | Filho                 | 8 de abril de 1605      | 31 de março de 1621     |
| Filipe III               | Carlos, Infante de Espanha e Portugal                   | Herdeiro presuntivo  | Irmão                 | 31 de março de 1621     | 14 de agosto de 1621    |
| Filipe III               | Maria Margarida, Infanta de Espanha e Portugal          | Herdeira presuntiva  | Filha                 | 14 de agosto de 1621    | 15 de agosto de 1621    |
| Filipe III               | Carlos, Infante de Espanha e Portugal                   | Herdeiro presuntivo  | Irmão                 | 15 de agosto de 1621    | 25 de novembro de 1623  |
| Filipe III               | Margarida Maria Catarina, Infanta de Espanha e Portugal | Herdeira presuntiva  | Filha                 | 25 de novembro de 1623  | 22 de dezembro de 1623  |
| Filipe III               | Carlos, Infante de Espanha e Portugal                   | Herdeiro presuntivo  | Irmão                 | 22 de dezembro de 1623  | 21 de novembro de 1625  |
| Filipe III               | Maria Eugénia, Infanta de Espanha e Portugal            | Herdeira presuntiva  | Filha                 | 21 de novembro de 1625  | 21 de julho de 1627     |
| Filipe III               | Carlos, Infante de Espanha e Portugal                   | Herdeiro presuntivo  | Irmão                 | 21 de julho de 1627     | 31 de outubro de 1627   |
| Filipe III               | Isabel Maria Teresa, Infanta de Espanha e Portugal      | Herdeira presuntiva  | Filha                 | 31 de outubro de 1627   | 1 de novembro de 1627   |
| Filipe III               | Carlos, Infante de Espanha e Portugal                   | Herdeiro presuntivo  | Irmão                 | 1 de novembro de 1627   | 17 de outubro de 1629   |
| Filipe III               | Baltasar Carlos, Príncipe das Astúrias                  | Herdeiro aparente    | Filho                 | 17 de outubro de 1629   | 1 de dezembro de 1640   |
| Dinastia de Bragança     |                                                         |                      |                       |                         |                         |
| João IV                  | Teodósio, Príncipe do Brasil                            | Herdeiro aparente    | Filho                 | 1 de dezembro de 1640   | 13 de maio de 1653      |
| João IV                  | Afonso, Príncipe do Brasil                              | Herdeiro aparente    | Filho                 | 13 de maio de 1653      | 6 de novembro de 1656   |
| Afonso VI                | Pedro, Duque de Beja                                    | Herdeiro presuntivo  | Irmão                 | 6 de novembro de 1656   | 12 de setembro de 1683  |
| Pedro II                 | Isabel Luísa, Princesa da Beira                         | Herdeira presuntiva  | Filha                 | 12 de setembro de 1683  | 30 de agosto de 1688    |
| Pedro II                 | João, Príncipe do Brasil                                | Herdeiro aparente    | Filho                 | 30 de agosto de 1688    | 17 de setembro de 1688  |
| Pedro II                 | Isabel Luísa, Princesa da Beira                         | Herdeira presuntiva  | Filha                 | 17 de setembro de 1688  | 22 de outubro de 1689   |
| Pedro II                 | João, Príncipe do Brasil                                | Herdeiro aparente    | Filho                 | 22 de outubro de 1689   | 9 de dezembro de 1706   |
| João V                   | Francisco, Duque de Beja                                | Herdeiro presuntivo  | Irmão                 | 9 de dezembro de 1706   | 4 de dezembro de 1711   |
| João V                   | Bárbara, Princesa da Beira                              | Herdeira presuntiva  | Filha                 | 4 de dezembro de 1711   | 19 de outubro de 1712   |
| João V                   | Pedro, Príncipe do Brasil                               | Herdeiro aparente    | Filho                 | 19 de outubro de 1712   | 29 de outubro de 1714   |
| João V                   | José, Príncipe do Brasil                                | Herdeiro aparente    | Filho                 | 29 de outubro de 1714   | 31 de julho de 1750     |
| José I                   | Maria, Princesa do Brasil                               | Herdeira presuntiva  | Filha                 | 31 de julho de 1750     | 24 de fevereiro de 1777 |
| Maria I                  | José, Príncipe do Brasil                                | Herdeiro aparente    | Filho                 | 24 de fevereiro de 1777 | 11 de setembro de 1788  |
| Maria I                  | João, Príncipe Real                                     | Herdeiro aparente    | Filho                 | 11 de setembro de 1788  | 20 de março de 1816     |
| João VI                  | Pedro, Príncipe Real                                    | Herdeiro aparente    | Filho                 | 20 de março de 1816     | 10 de março de 1826     |
| Pedro IV                 | Pedro, Príncipe Imperial                                | Herdeiro aparente    | Filho                 | 10 de março de 1826     | 2 de maio de 1826       |
| Pedro IV                 | Maria da Glória, Princesa do Grão-Pará                  | Herdeira presuntiva  | Filha                 | 10 de março de 1826     | 2 de maio de 1826       |
| Maria II                 | Pedro I, Imperador do Brasil                            | Herdeiro presuntivo  | Pai                   | 2 de maio de 1826       | 11 de julho de 1828     |
| Miguel I                 | Isabel Maria, Infanta de Portugal                       | Herdeira presuntiva  | Irmã                  | 11 de julho de 1828     | 26 de maio de 1834      |
| Maria II                 | Pedro, Duque de Bragança                                | Herdeiro presuntivo  | Pai                   | 26 de maio de 1834      | 24 de setembro de 1834  |
| Maria II                 | Isabel Maria, Infanta de Portugal                       | Herdeira presuntiva  | Tia                   | 24 de setembro de 1834  | 16 de dezembro de 1837  |
| Maria II                 | Pedro, Príncipe Real                                    | Herdeiro aparente    | Filho                 | 16 de dezembro de 1837  | 15 de novembro de 1853  |
| Pedro V                  | Luís, Duque do Porto                                    | Herdeiro presuntivo  | Irmão                 | 15 de novembro de 1853  | 11 de novembro de 1861  |
| Luís I                   | João, Duque de Beja                                     | Herdeiro presuntivo  | Irmão                 | 11 de novembro de 1861  | 27 de dezembro de 1861  |
| Luís I                   | Augusto, Duque de Coimbra                               | Herdeiro presuntivo  | Irmão                 | 27 de dezembro de 1861  | 28 de setembro de 1863  |
| Luís I                   | Carlos, Príncipe Real                                   | Herdeiro aparente    | Filho                 | 28 de setembro de 1863  | 19 de outubro de 1889   |
| Carlos I                 | Luís Filipe, Príncipe Real                              | Herdeiro aparente    | Filho                 | 19 de outubro de 1889   | 1 de fevereiro de 1908  |
| Manuel II                | Afonso, Duque do Porto                                  | Herdeiro presuntivo  | Tio                   | 1 de fevereiro de 1908  | 4 de outubro de 1910    |
| Implantação da República |                                                         |                      |                       |                         |                         |